# Charkovský proces
Charkovský proces byl trestní proces vedený s německými válečnými zločinci, kteří se v době okupace Charkova a Charkovské oblasti podíleli na jejich páchání. Proces se konal veřejně od 15. prosince do 18. prosince 1943 a představoval první ze sovětských procesů se zahraničními válečnými zločinci. Charkovský proces vytvořil právní precedens, později potvrzený Norimberským tribunálem: "Příkaz nezbavuje odpovědnosti za genocidu."

## Historické pozadí

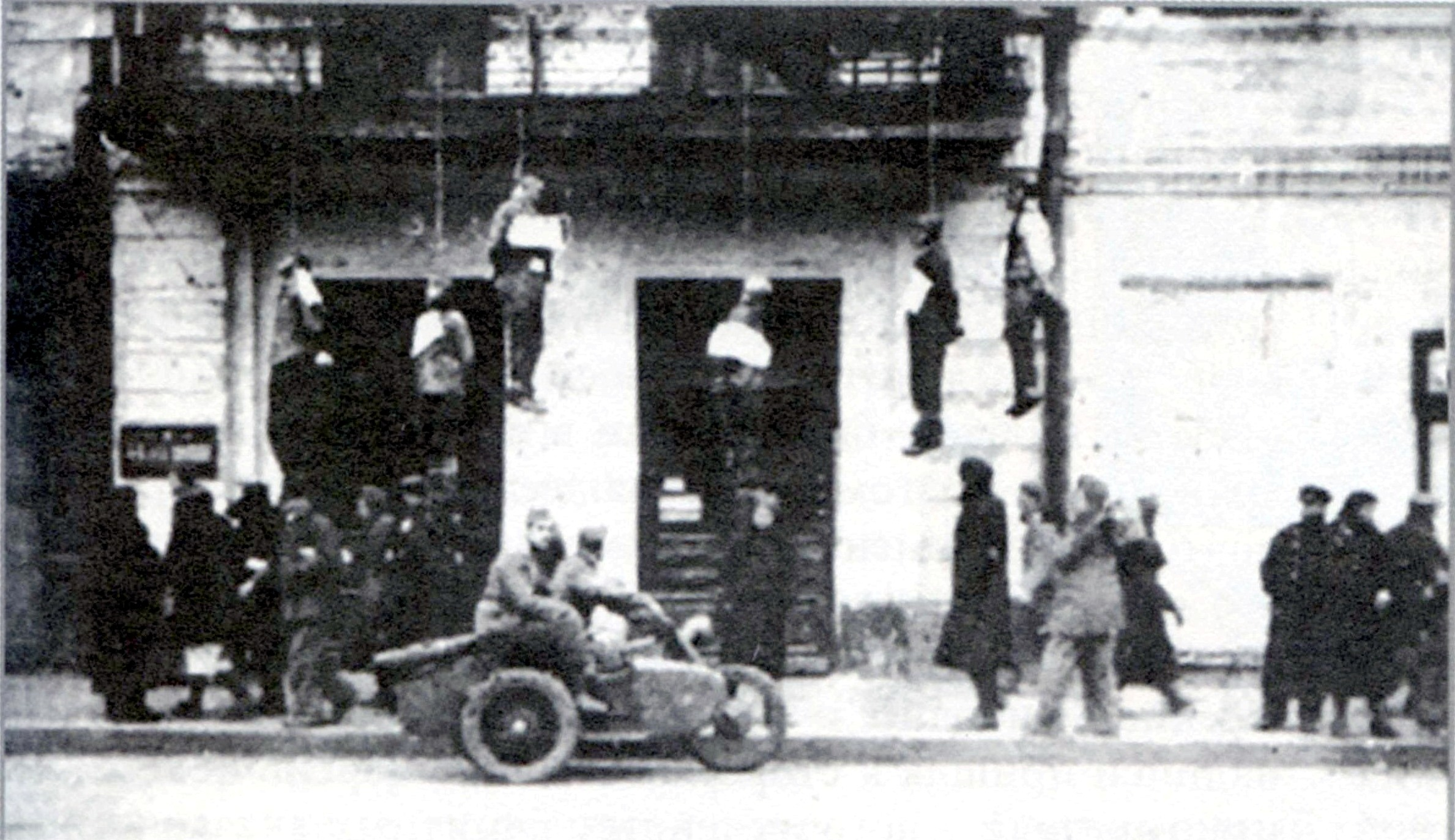
Sumskaja ulice v Charkově v prvních dnech německé okupace, 1941.

Německé síly obsadily Charkov po napadení SSSR dne 25. října 1941. Německá okupace s přestávkami trvala do 23. srpna 1943. Charkovská oblast nebyla přičleněna do Říšského komisariátu Ukrajina, ale po celou dobu podléhala vojenské správě.
V předvečer dobytí Charkova vydal velitel 55. armádního sboru (německy LV. Armeekorps) generál Erwin Vierow rozkaz o pravidlech chování německých vojáků ve vztahu k civilnímu obyvatelstvu. V něm se uvádělo, že tvrdost v zacházení s místním obyvatelstvem je nutná a povinná. Již v prvních dnech okupace bylo na balkonech domů a telegrafních sloupech podél centrálních ulic města oběšeno 116 občanů.
Několik týdnů po dobytí Charkova se odehrál masakr civilních osob provedený členy Sonderkomanda 4a, kdy bylo v roklině známé jako Drobickij Jar usmrceno více než 16 000 osob. Perzekuce a vraždy civilistů probíhaly po celou dobu okupace. Teror a represe německých úřadů vůči obyvatelům Charkova směřovaly především proti určitým skupinám obyvatelstva, a to Židům, členům komunistické strany, cikánům, duševně nemocným a invalidům. Mnozí sovětští občané byli zastřeleni v rámci praxe braní rukojmích proti akcím sovětských partyzánů. V zajateckých táborech také probíhalo zabíjení bývalých sovětských vojáků. Mezi spáchanými zločiny bylo pobití raněných příslušníků Rudé armády, kde mezi zavražděnými byli také českoslovenští vojáci, kteří zůstali v nemocnici po znovudobytí Charkova v březnu 1943. Do 25. října 1941 žilo v Charkově téměř 600 tisíc lidí. Po osvobození v srpnu 1943 zde žilo 180-190 tisíc lidí.

### Předcházející procesy
Součástí mezinárodního úsilí o trestání válečných zločinů byla Svatojakubská deklarace z 13. ledna 1942, kterou podepsaly exilové vlády okupovaných zemí včetně československé. Zástupci SSSR, USA a Velké Británie byli pozorovateli, ale dali najevo, že text této deklarace schvalují. Dne 20. října 1943 byla zřízena Komise Spojených národů pro válečné zločiny, které však SSSR nebyl účasten. Ten si zřídil vlastní mimořádnou státní komisi (rusky Чрезвычайная государственная комиссия) ke dni 2. listopadu 1942. V republikách a oblastech byly vytvořeny odpovídající místní komise. 
První procesy s válečnými zločinci v SSSR vedly vojenské tribunály od roku 1943. V tzv. Krasnodarském procesu konaném mezi 14. a 17. červencem 1943 souzení a odsouzení byli sovětskými občany, kteří kolaborovali s nepřítelem. Tento proces se zabýval nejen vinou obžalovaných, ale snažil se rozkrýt úlohu nacistického okupačního aparátu na spáchaných zločinech a míru jeho zapojení do nich. Bylo poukazováno na to, že nejde o ojedinělé excesy, ale o systematickou politiku. Tento prvek se promítl i do Charkovského procesu. Charkovský proces byl unikátní v tom, že proběhl soud s příslušníky německých bezpečnostních nebo vojenských sil, tedy občanů cizího státu, podle sovětských zákonů. Proces představoval první realizaci závazku o potrestání válečných zločinců obsažených v závěrech Třetí moskevské konference z října 1943. Sovětská vláda z této deklarace pro sebe dovodila zmocnění pro zahájení mezinárodních procesů.

## Vyšetřování
Mimořádná státní komise pro zjišťování a vyšetřování zločinů německých fašistických uchvatitelů a jejich společníků shromáždila množství důkazů a usvědčujících svědectví. První důkazy získaly sovětské úřady již po prvním osvobození Charkova v únoru 1943, kdy byly objeveny masové hroby. Po definitivním osvobození v srpnu 1943 však vyšel najevo značný rozsah spáchaných zločinů.
V srpnu až září 1943 vyšetřovatelé SMĚRŠ prováděli výslechy německých válečných zajatců a identifikovali přímé účastníky vraždění sovětských občanů. Dne 28. září 1943 byla sestavena zpráva, ve které bylo doporučeno uspořádat veřejné soudní řízení.
Všichni obžalovaní se již v této fázi přiznali ke své vině. Vyšetřovací fáze byla opravdu důkladná a vojenská prokuratura disponovala značným množstvím důkazů o spáchaných zločinech včetně poznatků z pitevních nálezů a exhumací. Přiznání lze tak označit za učiněná pod tíhou důkazů a nikoliv v důsledku nátlaku. Informace o průběhu výslechů ve vyšetřovací fázi nebyly nikdy zveřejněny.
Obžaloba pro případ byla schválena dne 11. prosince 1943 prokurátorem SSSR K.P. Goršeninem.

## Obžaloba
Slyšení v Charkovském procesu začalo 15. prosince 1943 u vojenského tribunálu 4. ukrajinského frontu. Soud probíhal v sále bývalé opery v Rymarské ulici číslo 21. Předsedou soudu byl generálmajor vojenské justice A. N. Mjasnikov, soudci plukovník vojenské justice M. A. Charčev a major vojenské justice S. S. Zapolski. Tajemníkem soudu byl kapitán vojenské justice Kandybin. Obžalobu vedl plukovník vojenské justice N. K. Dunajev. Obviněné obhajovali moskevští právníci N. V. Komodov, S. K. Kaznačejev a N. P. Bělov. Líčení bylo veřejné včetně účasti zahraničních novinářů. Byli přítomni následující novináři:
- z britských The Times a Daily Express,
- z amerických The New York Times,
- ze sovětských Alexej Nikolajevič Tolstoj (Pravda), Leonid Maximovič Leonov (Izvestija), Ilja Grigorjevič Erenburg a Konstantin Michajlovič Simonov (Krasnaja zvezda), Pavlo Hryhorovyč Tyčyna a další.

| „                                                 | Перед нами не солдаты, а палачи. Эсэсовец, капитан контрразведки, полицейский чиновник. Их судят гласно, по законам Советской Республики. Они могут защищаться. Каждое слово переводится с немецкого на русский или с русского на немецкий… Злодеяния подсудимых — не патология трёх садистов, не разгул трёх выродков. Это выполнение германского плана истребления и порабощения народов. | Před námi nejsou vojáci, ale kati. Esesák, kapitán kontrarozvědky, policejní úředník. Jsou souzeni veřejně, podle zákonů sovětské republiky. Mohou se bránit. Každé slovo je přeloženo z němčiny do ruštiny nebo z ruštiny do němčiny... Zločiny obžalovaných nejsou patologií tří sadistů, ani řáděním tří vyvrhelů. Jde o naplnění německého plánu na vyhlazování a zotročování národů. | “ |
| — Ilja Grigorjevič Erenburg o Charkovském procesu | | |   |

Obžalovaní byli souzeni podle Výnosu Prezídia Nejvyššího sovětu z 19. dubna 1943 O výměře trestů pro německo-fašistické zločince vinné z vražd, mučení sovětského civilního obyvatelstva a zajatých rudoarmějců, pro špióny, zrádce vlasti z řad sovětských občanů a pro jejich pomocníky (rusky О мерах наказания для немецко-фашистских злодеев, виновных в убийствах и истязаниях советского гражданского населения и пленных красноармейцев, для шпионов, изменников родины из числа советских граждан и для их пособников), dále jen "Výnos", jako hmotněprávní úpravy, ale z hlediska procesního práva byl využíván subsidiárně obecný trestní řád Ukrajinské sovětské socialistické republiky v novelizovaném znění z roku 1927. Z Výnosu také vyplývala povinnost vést proces před vojenskou justicí. Obecně pod tento Výnos spadaly následující kategorie osob:
- Němečtí, italští, rumunští, maďarští, finští fašističtí zločinci usvědčení za vraždy a mučení civilistů a zajatých vojáků Rudé armády, jakož i špioni a zrádci vlasti z řad sovětských občanů (odstavec 1),
- spoluviníci z řad místního obyvatelstva, odsouzení za napomáhání při páchání represálií a násilí proti civilnímu obyvatelstvu a zajatým vojákům Rudé armády (odstavec 2).

Podle tohoto dekretu byl definován postup poprav tak, že oběšení se má dít veřejně před zraky lidu a těla pověšených mají být ponechána několik dní na popravišti jako symbol trestu za násilí proti sovětskému obyvatelstvu.
Obžalováni byli:
| Jméno                    | Narozen                             | Funkce                                                                                              | Obžaloba a rozsudek |
| ------------------------ | ----------------------------------- | --------------------------------------------------------------------------------------------------- | --- |
| Reinhard Retzlaff        | 1907, Berlín                        | desátník německé tajné polní policie (německy Geheime Feldpolizei)                                  | Jako úředník německé tajné polní policie v Charkově vedl vyšetřování případů řady sovětských občanů, vymáhal od nich svědectví mučením a falešná přiznání. Vypracoval úmyslně vymyšlená obvinění, na základě kterých bylo 15 lidí zastřeleno a 10 zabito pomocí plynové komory. Při několika příležitostech se osobně účastnil nakládání sovětských občanů do plynových vozů (rusky душегубкa), čímž zavraždil dalších 40 lidí. Podílel se také na spalování těl zavražděných. |
| Hans Ritz                | 1919, Kwidzyn                       | SS Untersturmführer, zástupce velitele sonderkomanda SD                                             | Člen NSDAP, podílel se na mučení a popravách civilistů. V červnu 1943 se zúčastnil hromadné popravy sovětských občanů v oblasti obce Podvorki (rusky Подворки) v Charkovské oblasti. Osobně prováděl bití zatčených, a získával tak z nich falešná doznání o protiněmecké činnosti. |
| Wilhelm Landheld         | 1891, Frankfurt nad Mohanem         | kapitán vojenské kontrarozvědky                                                                     | Člen NSDAP, pod jehož pravomoc spadaly zajatecké tábory. Přímo se účastnil poprav páchaných na válečných zajatcích a civilistech. Vyslýchal válečné zajatce pomocí mučení a nutil je k falešným doznáním. Na základě takto zfalšovaných důkazů bylo zastřeleno asi 100 válečných civilistů a zajatců. |
| Michail Petrovič Bulanov | 1917, osada Džanibek v Kazašské SSR | Řidič plynového vozu, ve které byly oběti zabíjeny výfukovými zplodinami. Civilista, řidič gestapa. | Zradil sovětskou vlast a dobrovolně přešel na stranu nepřítele. Podílel se na vyhlazování sovětských občanů udušením v plynové komoře. Osobně se podílel na popravě skupiny 60 dětí. To vše vykonával za plat 90 RM a příděly. Věci zavražděných si ponechával. |

Všichni obžalovaní prohlásili svou vinu ve smyslu obžaloby i před soudem. I přes jejich přiznání proběhlo líčení v nezkrácené podobě. Obhájci obžalovaných poukazovali na to, že sice je vina nepopiratelná, ale jejich mandanti tak činili na základě rozkazů, které byli nuceni uposlechnout a neměli šanci odmítnout. Bulanov nabízel odčinit své zločiny službou na frontě. Podle výpovědi Retzlaffa byli ze strany svých nadřízených povzbuzováni ke krutosti k zajatým, protože každý Rus je partyzán a nezaslouží si jiné zacházení.
Soud provedl důkazní řízení, vyslechl svědky, vysvětlení obžalovaných a byly čteny zprávy o lékařských nálezech. Šestičlenný forenzní tým prozkoumal 13 hromadných hrobů a poskytl znalecký posudek a zprávu se závěrem, že způsob zabití byl střelbou a za použití plynu. Podle forenzní zprávy bylo zkoumáno 1 047 těl. Ukázalo se, že jde o těla 19 dětí a mladistvých, 429 žen a 599 mužů ve věku od 2 do 70 let. Vyhlazování sovětského obyvatelstva (civilů a válečných zajatců) se provádělo otravou oxidem uhelnatým, střelbou, pálením a ubíjením tupými těžkými předměty. Pod posudkem byli podepsaní lékaři:
- hlavní soudní znalec Lidového komisariátu zdravotnictví SSSR,[pozn. 8] ředitel Státního výzkumného ústavu soudního lékařství Prozorovski,
- profesor katedry soudního lékařství 2. moskevského lékařského institutu, doktor lékařských věd Smoljaninov,
- znalec z thanatologického oddělení státního vědecko-výzkumného institutu soudní medicíny doktor Semenovskij,
- hlavní soudní znalec 69. armády major lékařské služby Gorodničenko,
- patalog-anatom major lékařské služby Jakuša.[11]

Obžaloba pak tyto zločiny zasazovala do širšího rámce celého nacistického okupačního aparátu. Státní zástupce Dunajev předložil dne 18. prosince 1943 v závěrečné řeči důkazy, že nacistická zvěrstva na okupovaných územích nebyla náhodnými zločiny jednotlivých pachatelů, ale komplexním programem vyhlazování obyvatelstva na dobytých územích SSSR. Obvinění byli vzhledem ke svému postavení nevýznamnými osobami v celém aparátu, a proto byli při soudních jednáních jmenováni hlavní tvůrci teroru v Charkovské oblasti vydávající zločinné rozkazy, které vedly k nacistickým zvěrstvům. Tato jména a důkazy byly zaznamenány v soudních dokumentech. V textu rozsudku jsou tak jako zločinci jmenovaní:
- příslušníci divize SS Adolf Hitler a jmenovitě její velitel Dietrich,
- příslušníci divize SS Totenkopf a jmenovitě její velitel Simon,
- německé represivní orgány,
- SD sonderkomando Charkov s velitelem SS Sturmbannführerem Hanebitterem,
- a německá tajná polní policie s velitelem policejním komisařem Karhanem.[7]

U výše jmenovaných divizí SS se jednalo o zločin zavraždění 800 sovětských raněných vojáků v nemocnici na ulici Trinklerova.
Rozsudek byl vynesen dne 18. prosince 1943 a všichni obžalovaní byli shledáni vinnými a odsouzeni k trestu smrti. Rozsudek měl být vykonán oběšením a veřejně v souladu s Výnosem. Obžalovaní nebyli odsouzeni za abstraktní obecnou vinu, ale za konkrétní zločiny, kterých se dopustili. I podle zahraničních dopisovatelů byla vina obžalovaných nepopiratelná a důkazy přesvědčivé. Konečný text rozsudku byl dohodnut s náčelníkem Hlavní politické správy Rudé armády, zástupcem lidového komisaře obrany SSSR Alexandrem Sergejevičem Ščerbakovem. Američtí novináři, kteří se zabývali procesem, byli přesvědčeni o vině odsouzených a napsali, že soud a obžaloba dodržovali  obvyklé procesní normy.

## Poprava
Poprava oběšením byla vykonána 19. prosince 1943 v 11:00 na náměstí Blagoveščenského bazaru před centrální budovou tržiště. Jednalo se o stejný prostor, kde předtím německá okupační správa prováděla hromadné popravy. Přítomno popravě bylo asi 40 000 občanů města. Poprava byla diváky odměněna potleskem. Sovětská Pravda přinesla zprávu o procesu dne 20. prosince 1943 na hlavní straně s titulkem Smrt německým zrůdám!

## Význam procesu
Charkovský proces především vytvořil právní precedens v odůvodnění rozsudku, kde konstatoval, že obžalovaní jednali na rozkaz svých nadřízených, ale tuto obhajobu neuznal, a to ani jako polehčující okolnost. Proces se zabýval otázkou trestní zodpovědnosti vykonavatelů s ohledem na vydané rozkazy, kterou vyřešil tak, že rozkaz nezbavuje odpovědnosti za spáchání válečných zločinů. Tento proces měl dopad na podobu následných poválečných procesů s německými válečnými zločinci. Hlavním přínosem bylo propojení národního a mezinárodního práva jako princip pro trestání válečných zločinů. Cílem procesu bylo také ukázat všem válečným zločincům, jaký osud je čeká. V Charkově se rozvinul model trestního stíhání, vedení soudního procesu a rozsudku. Na základě právního rámce vytvořeného tímto procesem byly prováděny další sovětské procesy, jako byl Minský proces.  
Říšské ministerstvo zahraničí prostřednictvím rozhlasového vysílání vydalo stanovisko, že se na základě tohoto procesu cítí být oprávněno postavit před své vlastní soudy britské a americké zajaté letce, kteří prováděli bombardování německých měst. Podle německého chápání náletů se jednalo o civilní cíle, na které bylo útočeno zakázanými fosforovými bombami. Díky této německé hrozbě se západní diplomaté ocitli před těžkou volbou, zda trestat německé zločiny, či upřednostnit ochranu svých vojáků v zajetí a narušit tak vztahy se SSSR.
V českém prostředí se soudní proces odrazil v práci JUDr. Bohuslava Ečera s názvem Poučení z Charkovského procesu. Zkušenosti z tohoto řízení pak využil jako mimořádný vyslanec a zplnomocněný ministr při Komisi Spojených národů pro řešení válečných zločinů. Charkovský proces byl tak jedním z prvních ve světové právní praxi, kdy byli vykonavatelé souzeni za zločiny proti lidskosti.

## Odraz v kultuře
Dokumentární snímek Ilji Petroviče Kopalina o procesu natočený v roce 1943 s názvem Soud probíhá byl promítán v sovětských kinech od ledna 1944, ale také v kinech spojeneckých států.
V roce 2000 byla na budově bývalé opery (ul. Rymarská číslo 21), kde se konal proces s nacistickými válečnými zločinci a jejich komplicemi, instalována pamětní deska.